# Villa Marcello (Preganziol)
Villa Grassi, Marcello del Majno, detta "Ego", è una villa veneta di Preganziol.
Si trova a est del centro, lungo la strada diretta a Casale sul Sile.

## Storia
La villa ha probabilmente origini settecentesche, ma gli studi più recenti ritengono che l'attuale aspetto derivi principalmente dagli interventi del secolo successivo.
I più antichi proprietari di cui si ha notizia sono i Grassi e forse ne furono anche i committenti. Alla fine del Settecento, con la morte di Giambattista Grassi, passò in eredità al figlio Girolamo che la mise in vendita: acquistata da Elia Cazzaiti, direttore della zecca di Venezia, pervenne poi ad Antonio Galvani cui successe la figlia Elisabetta, sposata al conte Guglielmo d'Onigo. A quest'ultima si devono forse gli interventi più importanti, finalizzati a convertire la villa da azienda agricola a residenza permanente. Proprio dal suo acronimo EGO (Elisabetta Galvani d'Onigo), che campeggia sullo stemma collocato nel timpano della casa padronale, si deve il soprannome della villa.
Come altre proprietà della contessa, pervenne ai Del Majno, i quali confluirono nei Marcello in seguito al matrimonio tra Rosanna Del Majno e Girolamo Marcello.
Alla fine della seconda guerra mondiale la villa ospitò un comando inglese e vide il trafugamento della maggior parte delle statue che ornavano il giardino. Caduta in abbandono per un ventennio, dopo il rilascio del decreto di vincolo nel 1964 sono cominciati una serie di restauri conclusi definitivamente nel 1996. Da allora la villa risulta suddivisa in più unità abitative.

## Edifici

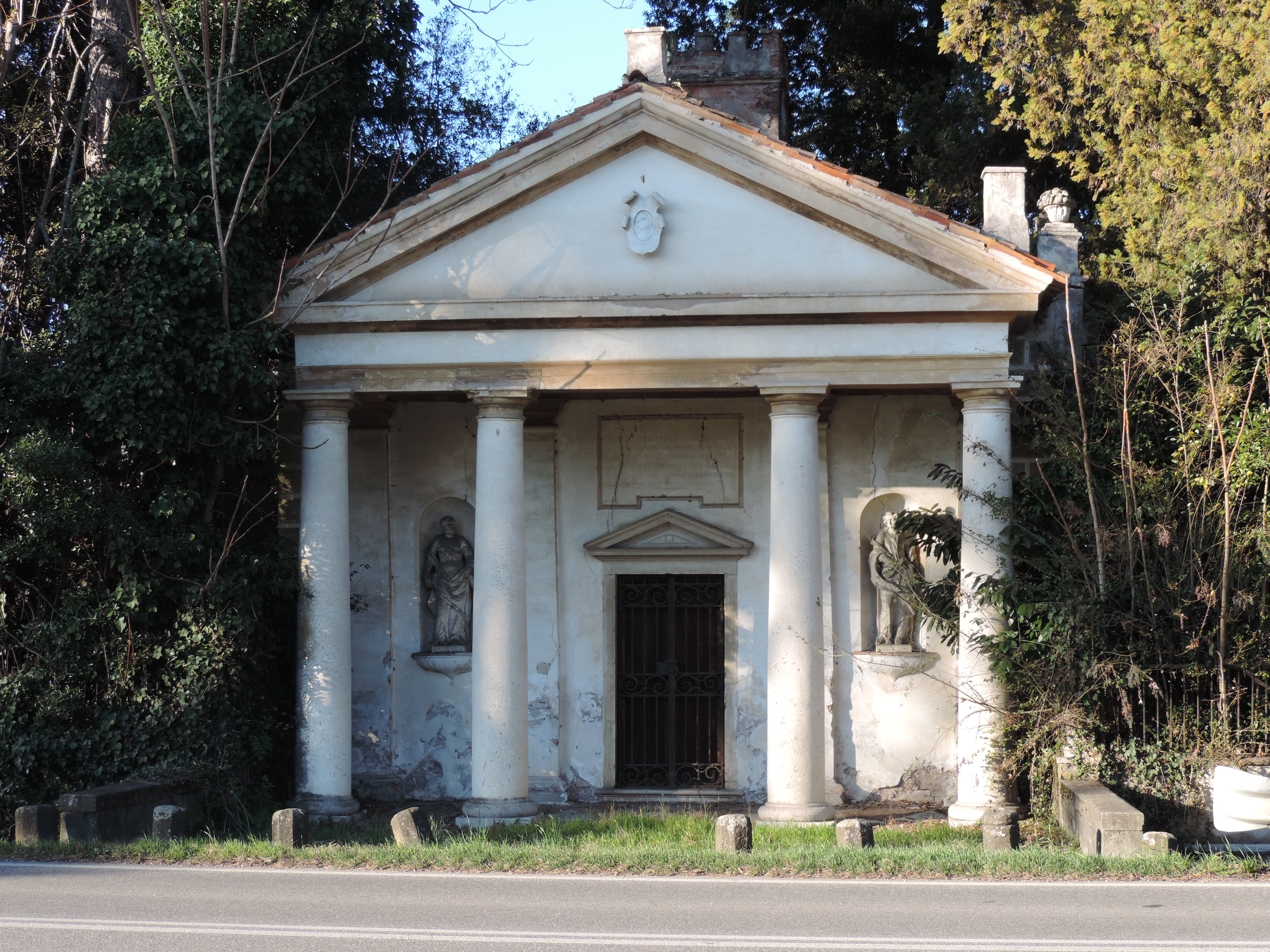
L'oratorio affacciato sulla strada.

La proprietà è molto vasta: comprende la casa domenicale con due lunghi annessi laterali e il piccolo oratorio (quest'ultimo affacciato direttamente sulla strada), il tutto inserito in un grande parco.
I riadattamenti ottocenteschi hanno fatto sì che il corpo costituito da casa domenicale e barchesse presentino una notevole pluralità di linguaggi, che comunque coesistono in equilibrio. Ad esempio, le arcate della barchessa ovest sono state tamponate per ricavare delle stanze, mentre quella est è più rustica perché e ancora presente il porticato aperto; tuttavia entrambe sono incorniciate da lesene del tutto simili e nella percezione visiva l'insieme risulta armoniosamente unitario. Contribuisce a questa caratteristica la casa padronale grazie alle sue linee molto semplici, povere di particolari architettonici di rilievo. La facciata è tripartita soprattutto grazie al timpano centrale, mentre le numerose aperture distribuite in maniera molto regolare tendono a sottolineare la notevole estensione della superficie.
Un altro aspetto interessante legato ai riadattamenti ottocenteschi si nota ancora nella barchessa est. Nata con funzioni agricole, uno dei suoi ambienti interni al piano terra venne trasformato in sala da musica, ornata dagli affreschi monocromi di Costantino Cedini di gusto neoclassico (Allegorie delle stagioni con scene di danza sulle pareti e Apollo sul carro e zefiretti sul soffitto) datati 1800.
Anche la cappella non fu esente da questi interventi, come dimostra la sua duplicità stilistica. Sul retro si nota ancora una struttura con mattoni a vista e finiture merlate, mentre la facciata originale è stata coperta nel 1826 dall'attuale neoclassica: un elegante pronao costituito da un timpano triangolare retto da quattro colonne.